# Bodals gård

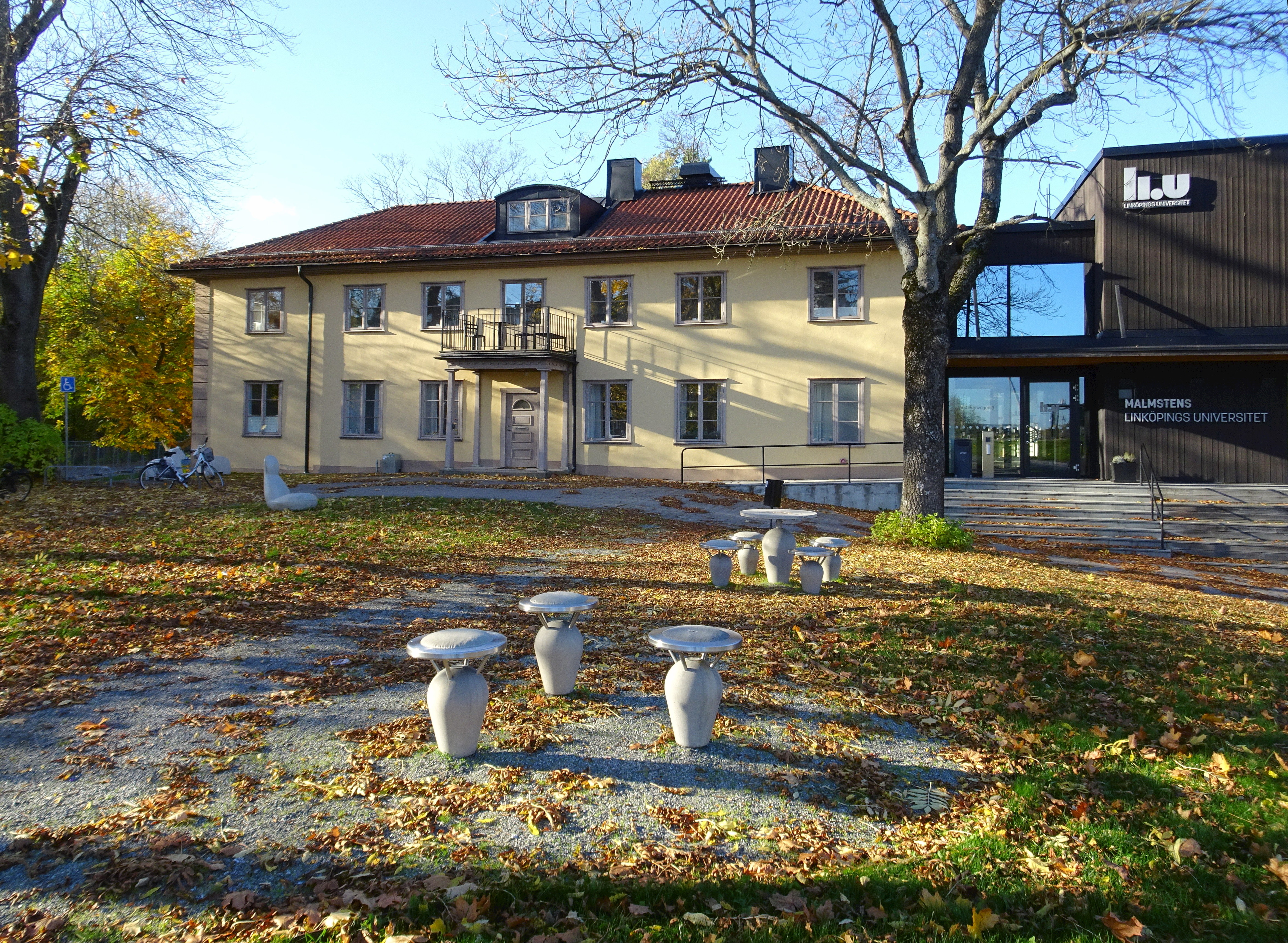
Bodals gård uppförd 1934-1935 för Birger Wedberg. Till höger ansluter Malmstensskolan, oktober 2021.

Bodals gård, ursprungligen mangårdsbyggnaden på Bodals lantbruksfastighet, i det nuvarande bostadsområdet Larsbergs västra gräns mot bostadsområdet Bodal, är en fastighet på Lidingö i Stockholms län.

## Historik

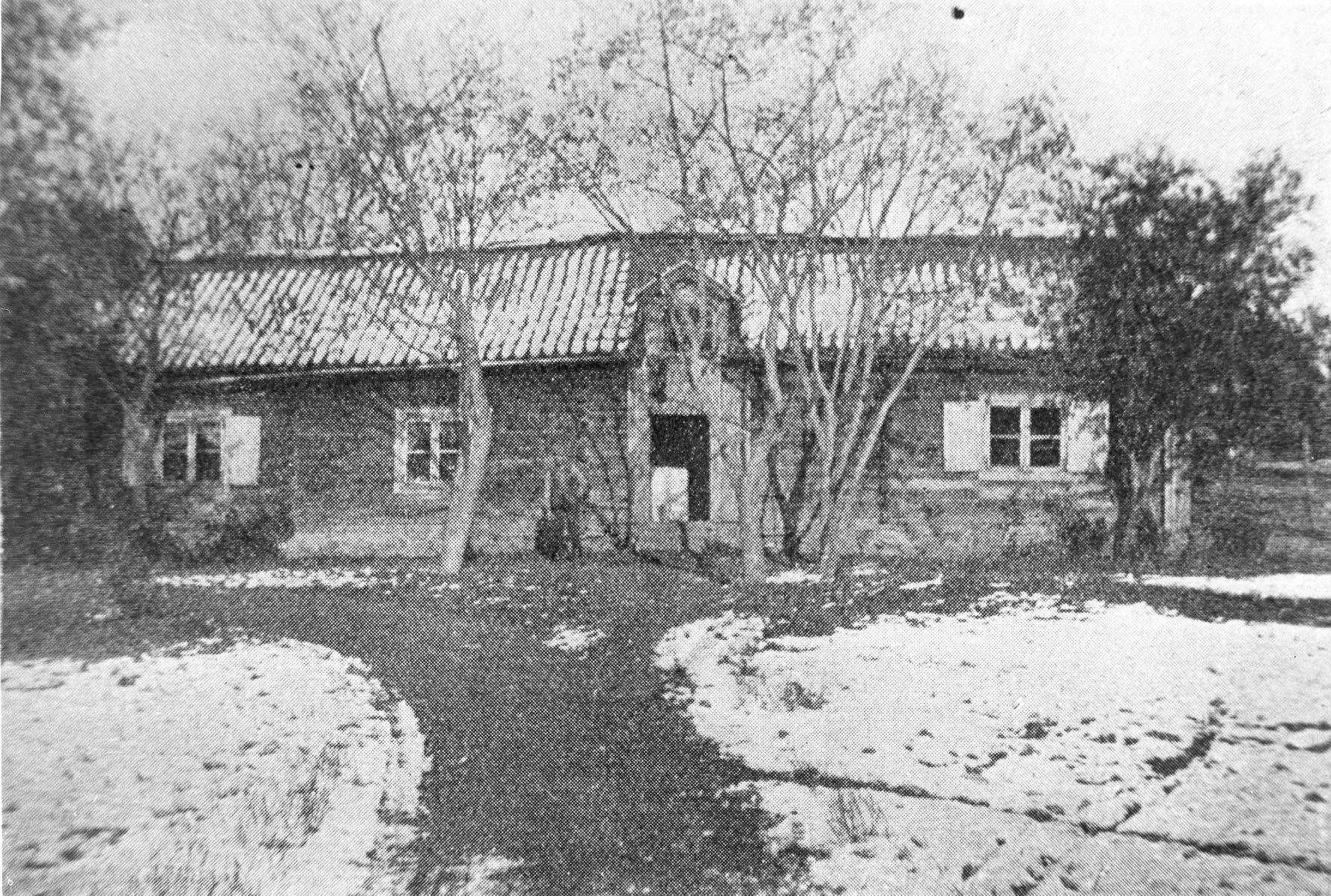
Bodal gårds mangårdsbyggnad på 1890-talet. (Arrendatorn står framför huset till vänster om entrédörren).

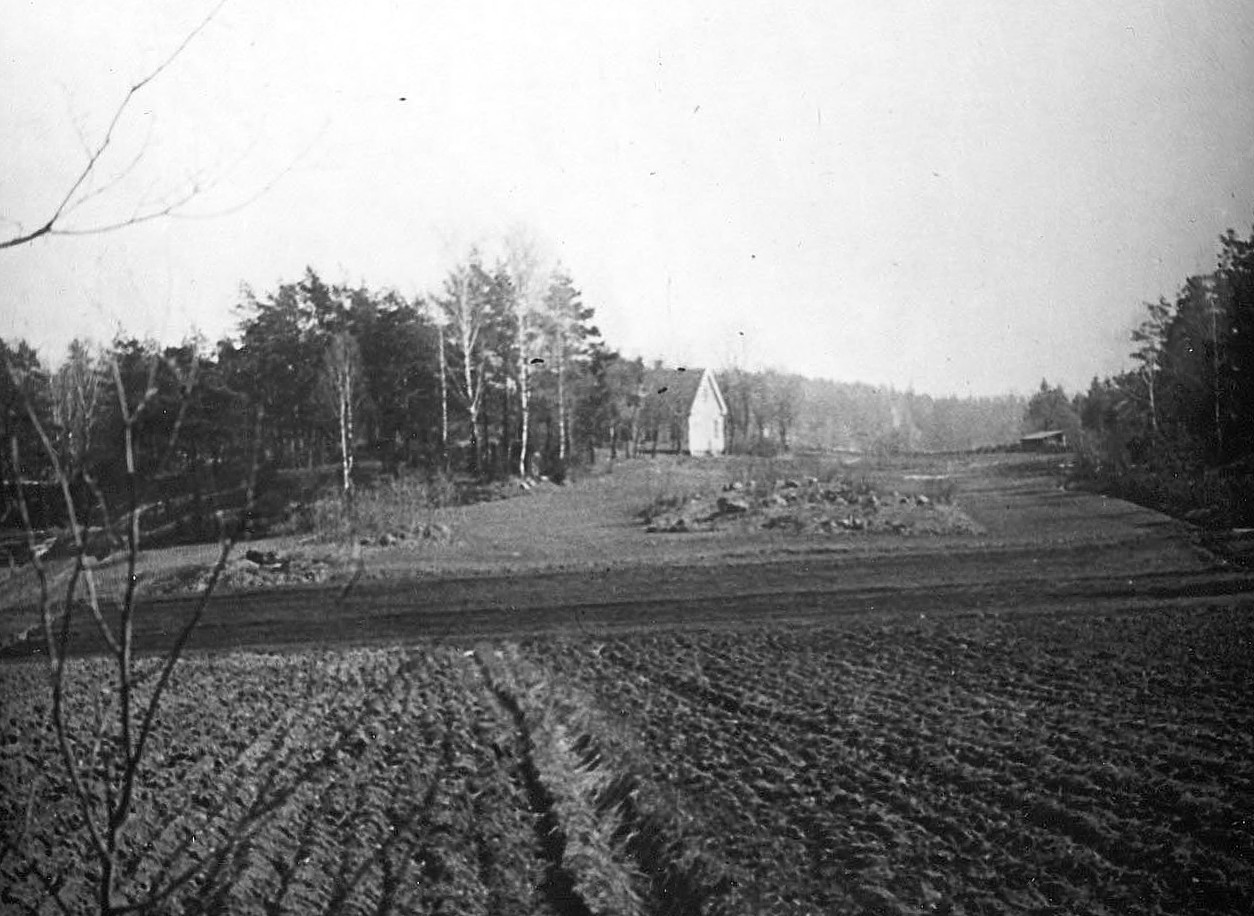
Bodals mangårdsbyggnad vid tiden runt sekelskiftet 1900. Ett 1,5-planshus. Vy mot öster över Bodals nuvarande bollplan, vid den tiden en uppodlad åker. Foto: F. Malmberg, 1908.

### Ursprungligt hus
En tidig mangårdsbyggnad för Bodals lantbruksgård, markerat på en karta från 1661 som Boodaal, var ett långt en-plans stockvirkeshus byggt i slutet på 1700-talet, där Israel Hansson (1750–1803) med familj bodde som arrenderade Bodals lantbruk. Israel Hansson utsågs 1796 till kyrkvärd i Lidingö kyrka. Israel Hanssons son, traktören Karl Petter Lindbom (1787–1849) sedermera ägare av Hersbyholm i Hersby, och en av de tidiga mer framstående personerna på Lidingö, har angetts vara född på Bodals gård 12 september 1787. Under en lång tid arrenderade Lars Boman (1777–1823) Bodals lantbruk. Han efterträdde Israel Hansson som kyrkvärd för Lidingö kyrka. Åren 1843–1848 arrenderades Bodals gård av källarmästare Karl Vilhelm Brinck (1810-1904). Stockvirkeshuset på bilden från 1890-talet utvisar kraftiga sättningar i taket vilket tyder på att husets ålder vid fototillfället var minst 100 år. Om stockvirkeshuset var byggt på samma plats som nuvarande Bodals gårdshus är oklart. En bild från samma tid (1896) finns också från gårdens ladugårdar.

### Bodals gårdshus på 1900-talet
Omkring sekelskiftet 1900 uppfördes ett ett och ett halvt-plans hus med putsade fasader som gårdshus för Bodals gård på samma plats som nuvarande två-plans gårdsbyggnad. Detta senare hus utgjorde grundstommen till det 2-planshus med vind som 1934–35 uppfördes av justitierådet Birger Wedberg (1870–1945). En tomt på cirka 2 000 m² för huset styckades samtidigt av från stamfastigheten Bodal. Vid ombyggnaden förlängdes huset med fem meter på den norra gaveln för inrättande av kol- och pannrum samt tvättstuga i källarplanet och tillkommande utrymmen för tjänstefolk i de två våningsplanen ovan mark. Husets yttermått är cirka 22 x 8,5 m med 9 m från markplan till taknocken. Man byggde också altaner på båda långsidor ovanför entréerna på fram och baksidan. I bottenplanet fanns 4 rum och kök, en stor hall med kapprum och utgång från vardagsrummet till husets baksida samt på den norra sidan jungfrukammare, serveringsrum och stort skafferi. På övre planet fanns 5 sovrum på vardera cirka 17 m², ett mindre gästrum, stor hall mitt huset där spiraltrappan från bottenplanet kom upp, samt badrum. I källarplanet mot den norra sidan fanns rum för lagring av kol, pannrum, matkällare, rotfruktslår samt tvättstuga, separat WC och en spiraltrappa i det nordöstra hörnet upp till bottenplanet. För ritningarna till ombyggnaden, daterade till november 1934, svarade arkitekt Einar Rudskog. Bygglovshandlingar till ombyggnaden är undertecknade av Birger Wedberg och daterade 12 december 1934. Vid ombyggnaden av huset 1934–35 gjordes den i en stil som kan betecknas som svensk 1920-tals klassicism även kallad Swedish grace, en stil dit även Carl Malmstens (1888–1972) möbeldesign hörde. De kvaderputsade hörnkedjorna är dock en stil som var högsta mode på 1600-talet fram mot 1700-talet. Den utanpåliggande spiraltrappan på husets baksida (mot väster) är en brandutrymningstrappa som tillkom 1979.

### Bodals lantbruksfastighet förvärvas av John Mattson
Omkring 1953 köpte John Mattson Fastighets AB delar av markområdet Baggeby-Bodal inkluderande fastigheten med herrgårdsbyggnaden och nuvarande markområde kallat Larsberg. I samband med att Larsberg skulle bebyggas med flerbostadshus i slutet av 1960-talet donerade John Mattson Fastighets AB herrgårdsbyggnaden med tillhörande tomtmark på cirka 2000 m² till Lidingö stad. Från att Lidingö stad blev ägare har huset fram till 2007 fungerat som bland annat kontorslokal, fritidsgård, förskola m.m. och en tid även inrymt Lidingö musikskolas lokaler. Underhållet av huset under den tid det ägdes av Lidingö stad blev kraftigt eftersatt. 2007 överläts fastigheten av Lidingö stad tillbaka till John Mattson Fastighets AB att nyttjas som en del för Carl Malmstenskolan-Furnitures Studies, som byggdes 2008–2009 varvid herrgårdsbyggnaden som inrymmer skolans administration, genomgick en omfattande renovering både invändigt och utvändigt.
Ritningarna för de tillkommande lokalerna i Carl Malmstensskolan utfördes av Gillberg Arkitekter AB och byggdes ihop med den befintliga herrgårdsbyggnaden. Byggherren för Carl Malmstensskolan var John Mattson Fastighets AB som äger och förvaltar skolans lokaler.

## Bilder

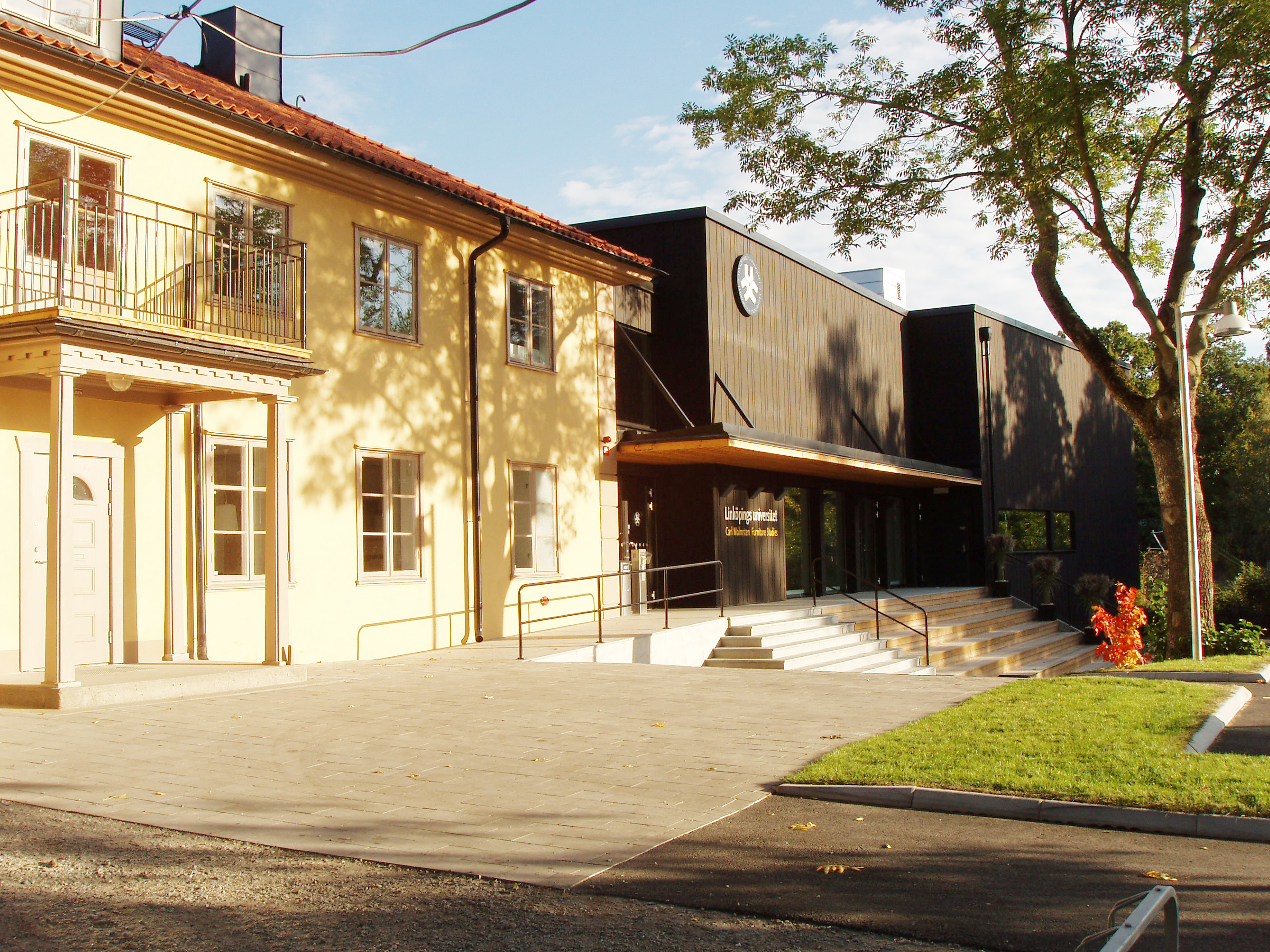
Frontsida mot öster.
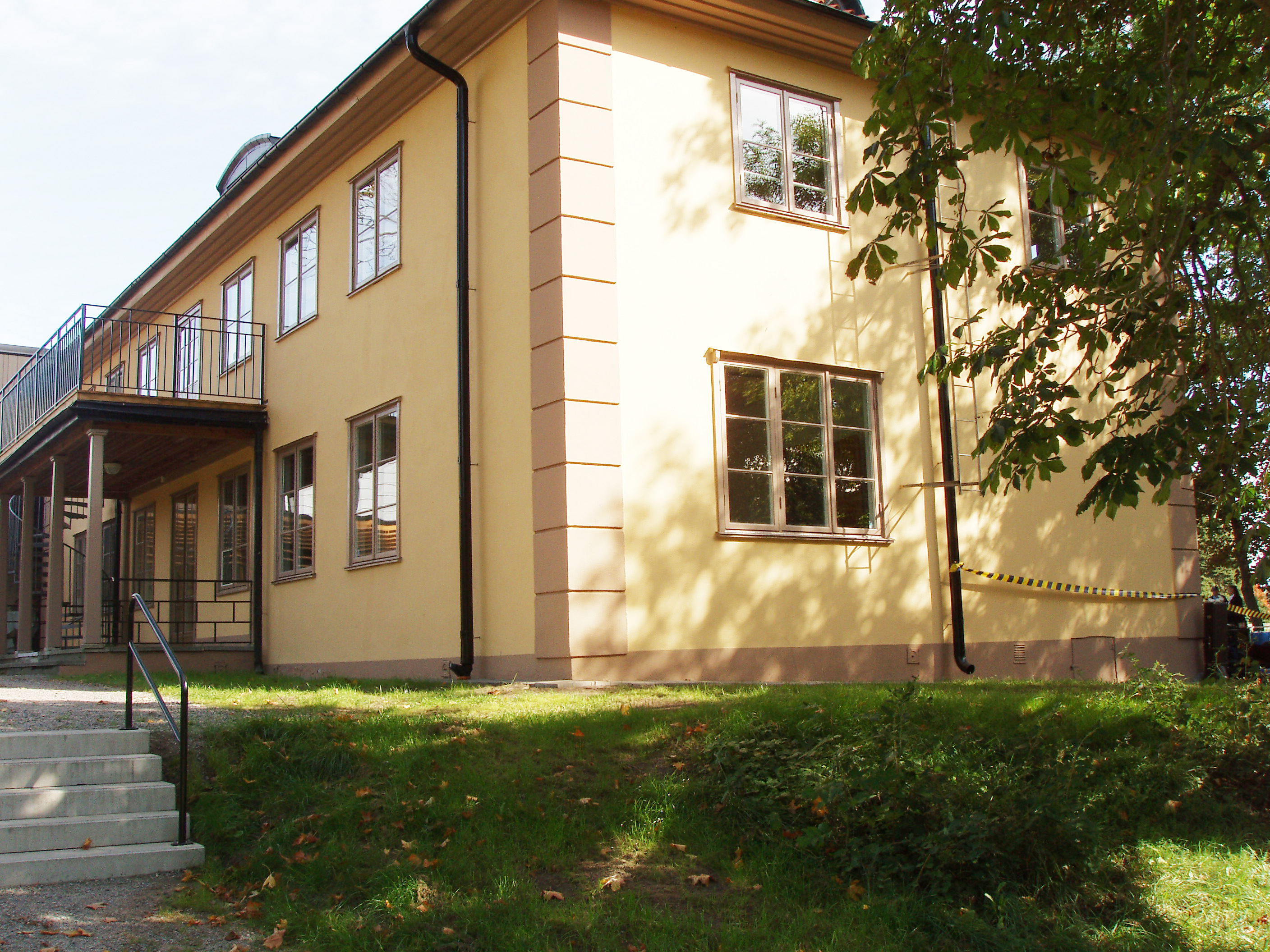
Kvaderputsade hörnkedjor.
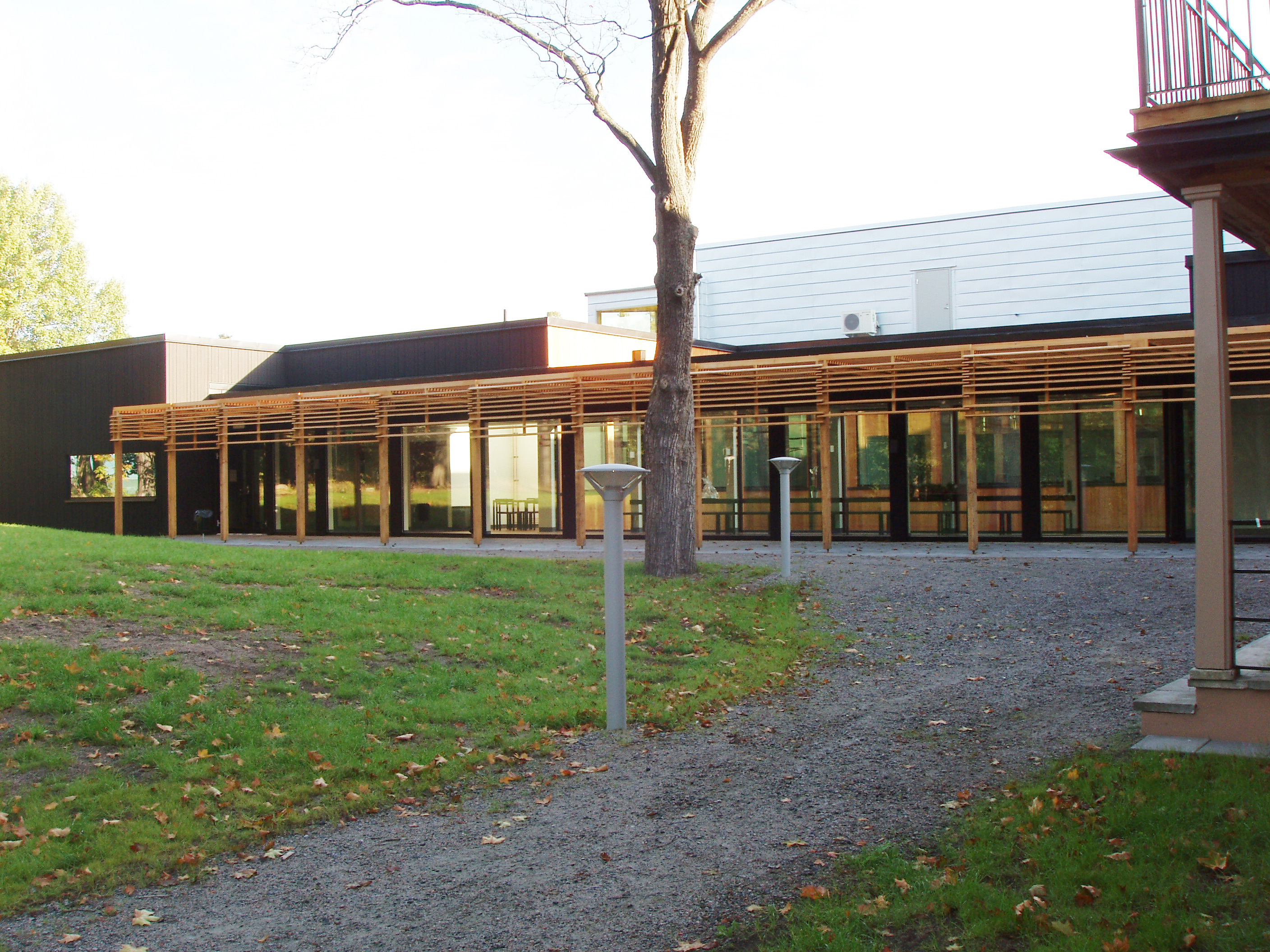
Baksida mot söder.
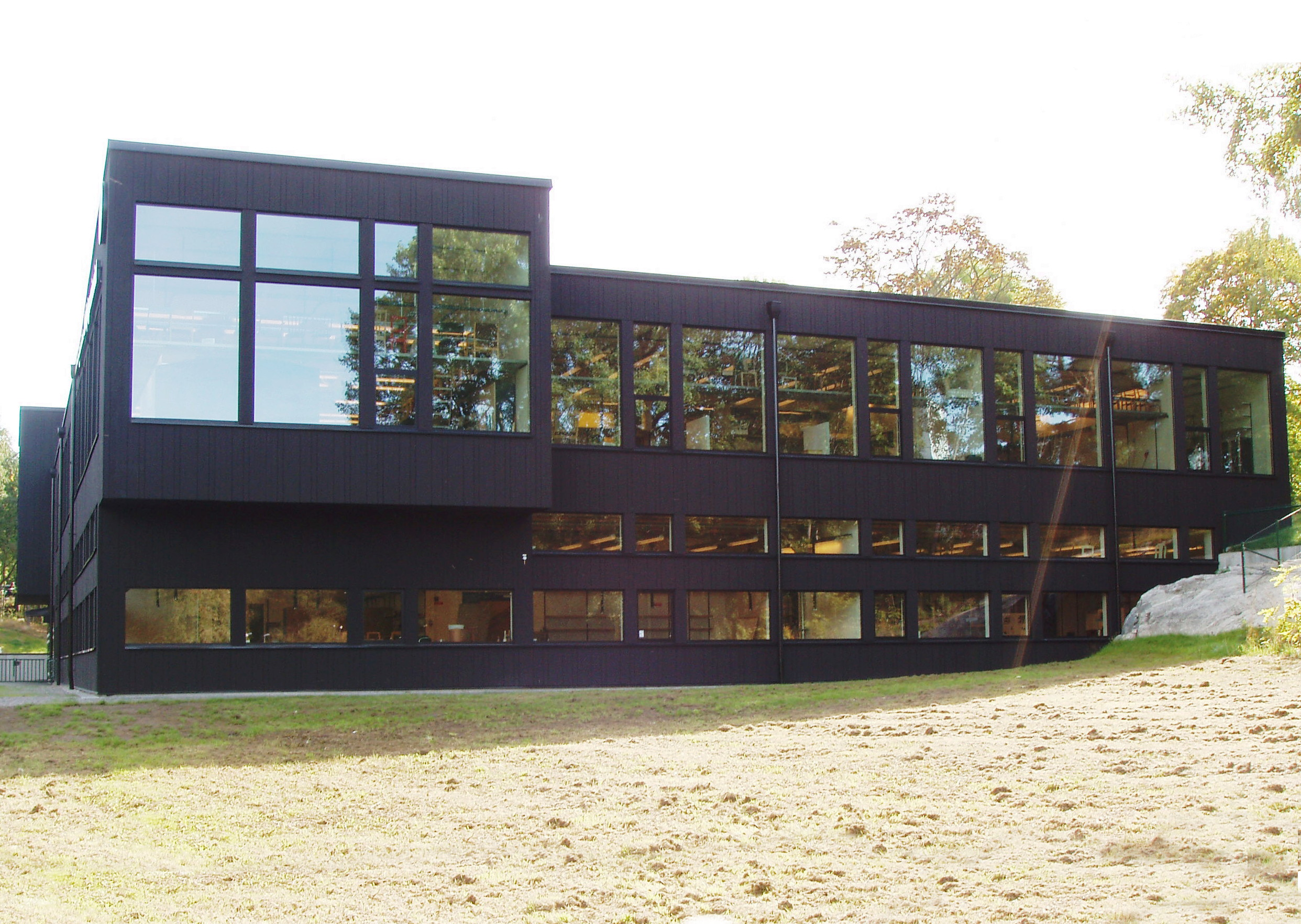
Baksida mot väster.

### Fotnoter
1. ↑  Birger Wedberg var fram till 1935 bosatt på Skeppargatan 66 i Stockholm men använde släktgården Lidingsberg som sommarställe under många år.